# Thorsten Laurin
Thorsten Olof Laurin, född 3 april 1875 i Stockholm, död 21 januari 1954, var en svensk bokförläggare och framstående konstsamlare, arvtagare till förlaget P.A. Norstedt & Söner. 

## Biografi
Thorsten Laurin var son till Gösta Laurin och bror till Carl G. Laurin. Han gifte sig 1901 med Elizabeth Emery (1876–1916) och 1921 med Kerstin Husberg (född 1891–1969), som var dotter till Karl Husberg.
Laurin tog mogenhetsexamen 1893 i Stockholm och studerade sedan juridik vid Uppsala universitet, där han 1900 blev juris kandidat. Från 1904 var han anställd vid Norstedts förlag, blev 1910 suppleantdirektör och från 1924 direktör.
Redan i tjugoårsåldern började Laurin samla konst och konstlitteratur. Hans samling omfattade 500 målningar och skulpturer, 300 handteckningar och tusentals grafiska blad. Han donerade 1200 grafiska blad till Nationalmuseum. År 1945 donerade han också till Nationalmuseum en samling pressklipp omfattande åren 1900-1945.
Laurin lät 1907 uppföra Laurinska villan, även kallad Villa Ekarne, på Djurgården i Stockholm, ritad av Ragnar Östberg.
Tillsammans med brodern tog Laurin 1897 initiativet till Föreningen för skolornas prydande med konst. År 1903 ändrades namnet till Konsten i skolan. Han tog 1911 initiativet till föreningen Nationalmusei vänner och var sekreterare i styrelsen. 
Laurin var från 1914 ordförande i Föreningen för grafisk konst, satt från 1920 i styrelsen för Liljevalchs konsthall, från 1943 i styrelsen för Zornsamlingarna. Han blev 1927 hedersledamot av Akademien för de fria konsterna, tilldelades 1936 medaljen Illis quorum av 12:e storleken.